# VSEPR-Model
Et VSEPR-model (forkortelse for engelsk: Valence Shell Electron Pair Repulsion) også kaldt EPA-modellen (Electron Pair Repulsion model) eller oprindeligt VEPR-teorien (engelsk: Valence Electron Pair Repulsion theory), leder den rumlige form af et molekyle tilbage til frastødningskræfterne mellem valensskallens elektronpar.'
Modellen kaldes også Gillespie-Nyholm-teorien, efter dens udviklere.

## De afledte regler
Følgende regler for molekyler af typen AXn stammer fra VSEPR-modellen:
- Elektronparrene i centralatomets (A) valensskal, dvs. af atomet i midten af molekylet, arrangere sig på en sådan måde, at afstanden mellem dem er så stor som muligt.

- De frie elektronpar (her symboliseret med E) i et molekyle af typen AXnEm fylder mere end bindingselektronparrene og fører dermed til en stigning i vinklerne X-A-E og et fald i vinklerne X-A-X.

- Individuelle frie elektroner i radikaler fylder mindre end frie elektronpar.

- Større elektronegativitetsforskelle mellem A og X reducerer således den plads, der kræves af den tilsvarende binding.

- Multipel-bindinger fylder mere end enkeltbindinger, hvor den nødvendige plads stiger med formationen af bindingen.

Det er dog kun sigma-bindingerne, der bruges til at bestemme den rue molekylære struktur. Det vil sige, at multipel-bindinger behandles her som enkeltbindinger.
- Mindre centrale atomer eller større negativt polariserede ligander forårsager en stærk sterisk og elektronisk frastødningskraft, der kan overstige et ensomt elektronpar.

## Forudsigelser forfrie elektronerpå det centrale atom
Hvis der ikke er frie elektronpar på det centrale atom, kan molekylære strukturer forudsiges ganske enkelt ved at tælle "resterne".
Ikke desto mindre kan overvejelsen af forbindelser med en eller flere stereokemisk aktive, ensomme elektronpar også tilnærmes. Til dette formål behandles disse som pseudo-ligander - svarende til bindingspartnere - og markeret med det græske bogstav "ψ". Sådan kommer man frem til pseudostrukturen af det respektive molekyle.
Eksempel: iltatomet i vandmolekylet, hvortil to brintatomer er kovalent bundet (X = 2), har to frie elektronpar (E = 2). Dette resulterer i et antal # = 2 + 2 = 4 pseudo-ligander og dermed en tetraedrisk pseudostruktur (strukturtype), som kan beskrives som et ψ2 -tetraeder. Ved at "tænke" de frie elektronpar "væk", forbliver den reelle struktur (molekylær struktur), som er vinklet i dette tilfælde og kun beskrives af atomkernerne.
Et eksempel på et ψ1 tetraeder, dvs. med kun ét ensomt elektronpar, er ammoniakmolekylet NH3.

## Grænser for anvendeligheden
VSEPR-modellen kan anvendes på molekyler, hvor resterne (atomer eller grupper af atomer) bundet til det centrale atom ikke bliver for store og ikke udøver nogen specifik interaktion med hinanden.
Det gælder ikke, eller kun i begrænset omfang, for overgangsmetalforbindelser. I mange tilfælde stemmer bindingsvinklerne dog ikke overens med modellen selv med simple molekyler. For forbindelser med delokaliserede elektroner kan anvendelsen af modellen også være forbundet med vanskeligheder, her er det nødvendigt at konsultere den molekylære orbitaleori.

## Literatur
- Reinhart Ahlrichs: . In: Chemie in unserer Zeit. Band 14, Nr. 1, 1980, S. 18–24, doi:10.1002/ciuz.19800140104.

- Ronald J. Gillespie, Edward A. Robinson: Chemical Society Reviews. In: . Band 34, Nr. 5, 2005, S. 396–407, doi:10.1039/B405359C.
- R. J. Gillespie, I. Hargittai: The VSEPR Model of Molecular Geometry. 8. Aufl., Allyn & Bacon, Boston 1991, ISBN 978-0-205-12369-8.

## Weblinks
Wikibooks: Allgemeine und Anorganische Chemie/ Struktur von Molekülen – Lærings- og undervisningsmaterialer